# Carnevale di Gallipoli
Il carnevale di Gallipoli è tra i più noti della Puglia. La prima edizione risale al 1941.
La manifestazione ha inizio il 17 gennaio, in Via Giuseppe Ribera, giorno di sant'Antonio abate (te lu focu = del fuoco), quando si accende con la tradizionale focara, un grande falò di rami d'ulivo. L'ultima domenica di carnevale e il martedì grasso lungo corso Roma, nel centro cittadino, si svolge la sfilata dei carri allegorici in cartapesta e dei gruppi mascherati davanti a migliaia di spettatori provenienti da tutta la provincia di Lecce e da città pugliesi.
Ufficialmente l'edizione è la n° 84 nel 2025.

## "U Titoru"
La maschera tipica del carnevale gallipolino è lu Titoru, ossia Teodoro. Tradizione vuole che Teodoro fosse un giovane gallipolino, che tornato dal militare chiese alla madre un piatto di polpette, il suo preferito, prima dell'inizio del digiuno quaresimale. La madre accontentò il figlio, ma questi, nella foga di mangiarle, si strangolò con una di esse.
Nel gruppo mascherato è rappresentato il giovane morto, la madre e un gruppo di comari che piangono (le "chiangimorti"), che sono sempre dei ragazzi vestiti da donna. La madre di Titoru, è la Caremma, figura caratterizzante della Quaresima.
La lotteria del carnevale nazionale è stata abbinata al carnevale di Gallipoli nel 2008 insieme a quello di Viareggio. Nel 2010 il carnevale di Gallipoli è stato abbinato alla Lotteria Italia.

## Emblema del Carnevale gallipolino
Il simbolo del Carnevale di Gallipoli è rappresentato dal "Titoro",un giovane militare che rimase soffocato da una polpetta. Il viso del "Titoro" è bicolore come la bandiera della città giallo-rossa.

## Edizione 2012
La sfilata dei carri allegorici e dei gruppi mascherati, dopo anni di ininterrotta attività, ritorna con tante sorprese.

## Edizione 2013
Dopo due anni di pausa, Gallipoli ritorna ad essere la "Città del Carnevale: tra il 7 e il 12 febbraio 2013 ci saranno numerose iniziative,con la caratteristica sfilata dei carri allegorico-grotteschi e della maschera gallipolina de "Lu Titoru", seguita da numerose performance degli artisti di strade del Salento e della Grecìa Salentina. Tutto ciò sarà nel suggestivo centro storico della città di Gallipoli.

## Edizione 2014
Il programma del Carnevale gallipolino 2014 presenta numerose novità: innanzitutto si svolge in ben tre giorni diversi e durante il Martedì grasso i carri allegorici sostano nel centro storico presso la Chiesa di San Francesco d'Assisi dove il campanone suona dodici volte, richiamando così un'antica tradizione. Questo suono delle campane simboleggia e decreta quindi la fine del Carnevale e l'inizio del periodo della rinuncia, digiuno e intensa preghiera: la Quaresima.

## Edizione 2015
Il tema principale dell'edizione 2015 è la Divina Commedia, grandioso poema di Dante Alighieri. Durante i giorni di festa, sono stati presentati numerosi carri allegorici, simboleggianti le varie tematiche presenti nella Divina Commedia; questi vari temi sono stati notevolmente satirizzati, destando sorpresa ma anche allegria.